# Codelco
Codelco (Corporación Nacional del Cobre de Chile) er et chilensk stastejet kobbermineselskab. Det blev etableret i 1976, ud fra udenlandsk ejede kobber-virksomheder, der blev nationaliserede i 1971. Koncernens omsætning var i 2010 på 5,249 mia. USD og der var 17.880 ansatte.
Hovedkvarteret er i Santiago og den syv mand store bestyrelse nedsættes af præsidenten for republikken.
Codelco er den største kobbermine-virksomhed i verden, og i 2007 blev der produceret 1,66 mio. tons kobber, hvilket svarer til 11 % af verdens produktion. Chile råder over 23% af verdens kendte kobberressourcer.
Codelco's primære produkt er katodekobber. Det er også en af verdens største molybdænproducenter, producerede 27.857 tons i 2007. Det er en stor producent af rhenium, som Chile er verdens største producent af.